# Bruce Broughton
Bruce Harold Broughton (8 de marzo de 1945 en Los Ángeles, California) es un compositor estadounidense de bandas sonoras. A lo largo de su carrera ha ganado varios premios, incluido nueve Emmys y una nominación a los Óscars.

## Biografía

### Filmografía
Entre sus trabajos más destacados se encuentran las producciones de Disney: The Rescuers Down Under, Homeward Bound: The Incredible Journey y Lost in San Francisco de 1990, 1993 y 1996, respectivamente. También participó en westerns como Silverado y Tombstone de 1985 y 1993. Con esta primera producción obtuvo una nominación al Óscar a la Mejor Banda Sonora, premio que perdió en detrimento del filme Out of Africa.
Otras producciones fueron The Boy Who Could Fly en 1986, Harry and the Hendersons en 1987 y Miracle on 34th Street en 1994. También compuso la banda sonora de la película Young Sherlock Holmes (titulada El secreto de la pirámide en España y El joven Sherlock Holmes en Hispanoamérica). Son también muy populares por sus composiciones para el videojuego: Heart of Darkness, la serie televisiva:  Tiny Toons,   Mickey, Donald, Goofy: Los Tres Mosqueteros y  Tiny Toons Cómo pasé mis vacaciones
En 2013 compuso el tema central de la película Alone yet Not Alone, el cual fue nominado en un principio a un Óscar a la Mejor Banda Sonora Original, sin embargo, fue retirada ante una supuesta irregularidad del propio Broughton, en aquel entonces, miembro de la Academia. Dicha decisión fue criticada.

### Miscelánea
Aparte de su trayectoria como compositor, es miembro del consejo de dirección de la ASCAP y antiguo presidente de la AMPAS y de la ATAS además de ser asiduo en UCLA y USC, lugares en los que estudió.

## Premios y nominaciones
Premios Óscar
| Año  | Categoría                   | Película  | Resultado |
| ---- | --------------------------- | --------- | --------- |
| 1986 | Mejor banda sonora original | Silverado | Nominado  |